# 松木彩
松木 彩（まつき あや、1987年 - ）は、TBSテレビの社員で、コンテンツ制作局ドラマ制作部所属のテレビドラマのディレクター・演出家。

## 略歴・人物
宮城県仙台市出身。宮城第一女子高等学校、東北大学文学部日本史専修卒業後、2011年入社。大学時代は東北大学学友会演劇部に所属し、役者や制作として活動していた。
同期入社に、TBSアナウンサーの古谷有美がいる。

## 受賞
- 第105回ザテレビジョンドラマアカデミー賞 監督賞（2020年『半沢直樹』、福澤克雄、田中健太と共同）[3]
- 第109回ザテレビジョンドラマアカデミー賞 監督賞（2021年『TOKYO MER〜走る緊急救命室〜』、平野俊一、大内舞子、泉正英と共同）[4]

## テレビドラマ

### 演出補
- ぴんとこな（2013年[5]）
- 夜のせんせい（2014年）
- おやじの背中（2014年）
- 天皇の料理番（2015年）
- 下町ロケット（2015年）
- 重版出来!（2016年）
- カルテット（2017年）
- 陸王（2017年）

### 演出
※☆はチーフディレクター
- わにとかげぎす（2017年）
- 花のち晴れ〜花男 Next Season〜（2018年）
- Heaven?〜ご苦楽レストラン〜（2018年）
- 下町ロケット（2018年）
- 半沢直樹II・エピソードゼロ〜狙われた半沢直樹のパスワード〜（2020年）☆
- テセウスの船（2020年）
- 半沢直樹（2020年）
- 天国と地獄〜サイコな2人〜（2021年）
- TOKYO MER〜走る緊急救命室〜（2021年）☆
- 18/40〜ふたりなら夢も恋も〜（2023年）

## 映画

### 監督
- 劇場版TOKYO MER〜走る緊急救命室〜（2023年）
- 劇場版TOKYO MER〜走る緊急救命室〜南海ミッション（2025年）